# Honderdmorgen (Lingewaard)
Honderdmorgen is een buurtschap gelegen in het grondgebied van het dorp Doornenburg. Het valt onder de gemeente Lingewaard, in de Nederlandse provincie Gelderland. Honderdmorgen ligt ten noorden van de bebouwde kom van Doornenburg tussen de Linge en het Pannerdensch Kanaal en ten oosten van de Angerense buurtschap Boerenhoek.
Dorpen: Angeren · Bemmel · Doornenburg ·  Gendt · Haalderen · Huissen · Ressen

Buurtschappen: Baal · Bergerden · Boerenhoek · Doornik · Flieren · Hoeve · Honderdmorgen · Hulhuizen · Kapel · Klein Baal · Kommerdijk · Looveer · De Pas (Bemmel) · De Pas (Doornenburg) · Sterreschans · Vossenpels (deels) · Het Zand · Zandheuvel · Zandvoort